# Arlo Acton
Arlo Acton (Knoxville, Marion, Iowa, 1933-North San Juan, 13 de diciembre de 2018), es un escultor estadounidense asociado al movimiento minimalista.

## Biografía
Estudió Bellas Artes en la Universidad Estatal de Washington y un máster en el Instituto de las Artes de California. Profesor de la University of California Berkeley, residió en North San Juan.
Su obra alternaba entre pequeñas esferas con extensiones tubulares y piezas geométricas de corte más clásico. A comienzo de la década de 1970, abandonó su carrera para unirse a los hippies del Norte de California.

## Exposición
- 1969: The Spirit of the Comics en el Institute of Contemporary Art de la Universidad de Pensilvania

## Obras principales
- 1956, Sin título, escultura en piedra, Museo de Arte Moderno de San Francisco.[2]
- 1963-1964 Come One, Come Two, escultura en madera, Museo de Arte Moderno de San Francisco.[3]
- 1969, Music with Balls, vídeo experimental con la ilustración sonora: Music with Balls de Terry Riley.